# Miranda Otto

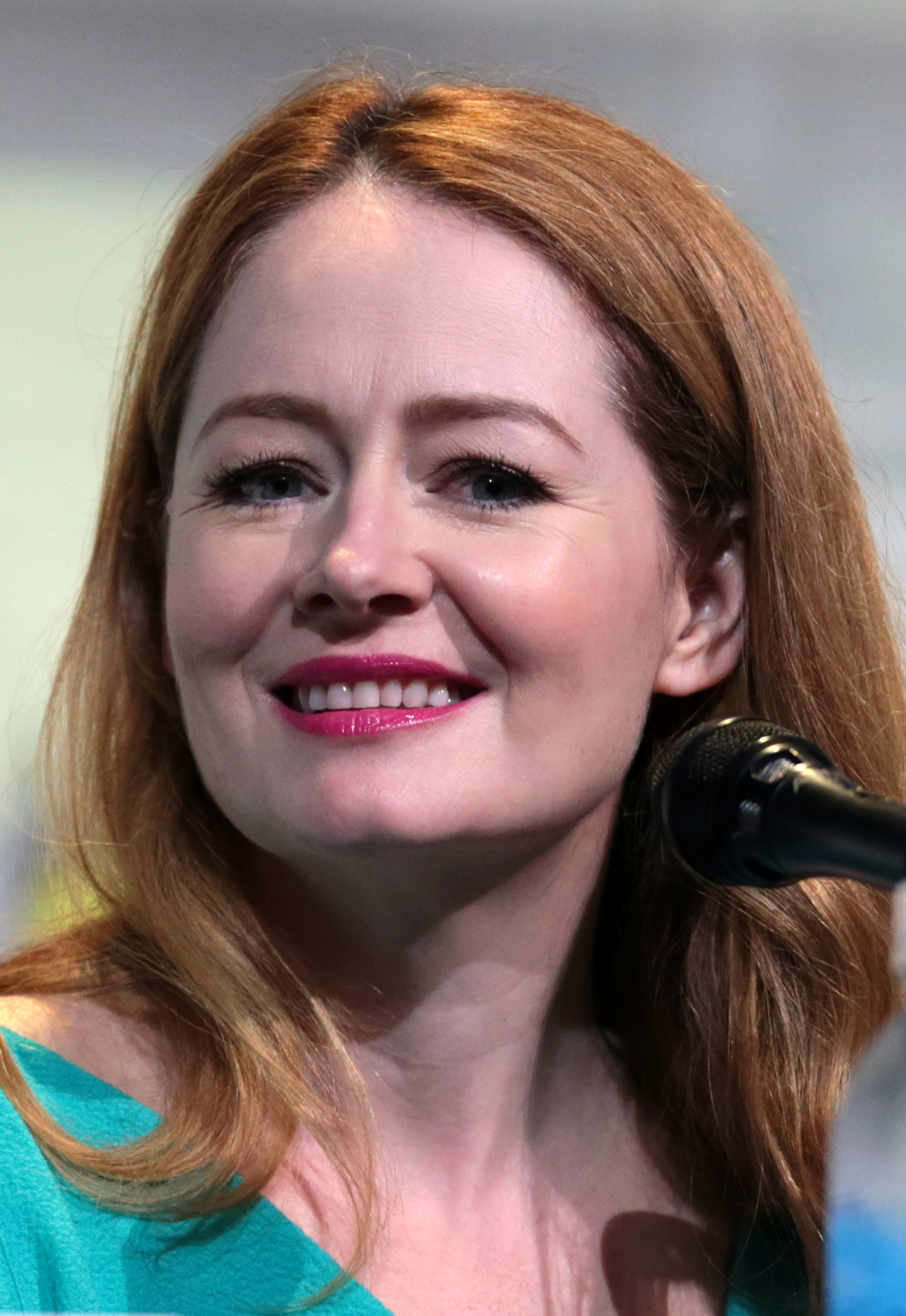
Miranda Otto (2016)

Miranda Lin Otto (* 16. Dezember 1967 in Brisbane) ist eine australische Schauspielerin.

## Leben und Karriere
Ihre Eltern sind Lindsay Otto und der australische Schauspieler Barry Otto. Ihre knapp zwanzig Jahre jüngere Schwester ist die Schauspielerin und Regisseurin Gracie Otto. Otto wuchs den Großteil ihrer Jugend in Brisbane und Newcastle auf und lebte auch einige Zeit in Hongkong. Ihr Interesse an der Schauspielerei entdeckte sie durch ihren Vater, der diese Tätigkeit selbst ausübte.
Otto begann eine medizinische Ausbildung, gab diese aber für ihre Schauspielkarriere auf. Sie studierte am National Institute of Dramatic Art in Sydney, der Schauspielschule, die auch Cate Blanchett und Mel Gibson besuchten. Ihren Abschluss machte sie 1990. Schauspielerisch selber aktiv wurde sie zum ersten Mal am Nimrod Theatre, wo sie in mehreren Bühnenstücken auftrat. Ihr Filmdebüt hatte sie 1986 im Kriegsdrama Emmas Krieg. Die darauffolgenden Jahre konnte sie in anderen Filmproduktionen weitere kleine Filmrollen bekommen.
1991 hatte sie ihren Durchbruch mit dem Film Daydream Believer – Pferde sind die besseren Menschen, in dem sie die Hauptrolle verkörperte. Für die Darstellung einer jungen Frau, die die Fähigkeit besitzt mit Pferden zu kommunizieren, wurde sie vom Australian Film Institute im folgenden Jahr in der Kategorie Beste Schauspielerin nominiert. Durch diesen Erfolg wurde sie in ihrer australischen Heimat zu einer bekannten Schauspielerin, die in den 1990er Jahren noch drei weitere Male vom Australian Film Institute für ihre filmischen Darstellungen für Filmpreise nominiert wurde.
Den Sprung nach Hollywood schaffte Otto im Jahr 2000 mit dem Thriller Schatten der Wahrheit, in welchem sie neben Harrison Ford und Michelle Pfeiffer auftrat. Ein Jahr darauf spielte sie in der Komödie Human Nature eine Rolle. Der Film war jedoch kein großer kommerzieller Erfolg und fiel auch bei der Kritik durch.
Bereits 1999 wurde Otto vom Erfolgsregisseur Peter Jackson für die Rolle der Éowyn in Der Herr der Ringe besetzt. Die Verfilmung brach Rekorde und Otto erlangte durch ihr Mitwirken endgültig internationale Bekanntheit.
2005 wurde sie von Steven Spielberg, der von ihrer Darstellung in Der Herr der Ringe beeindruckt war, kontaktiert, um sie in seinem neuen Projekt Krieg der Welten die Ehefrau von Tom Cruise verkörpern zu lassen. Otto, zu dieser Zeit schwanger, wollte erst ablehnen, nahm aber letztlich doch an, nachdem das Drehbuch zu ihren Gunsten umgearbeitet worden war. Die Jahre danach konzentrierte Otto sich verstärkt auf Rollen in Fernsehserien und Theaterproduktionen. In Bruno Barretos Die Poetin (2013) wurde sie für die Rolle der Elizabeth Bishop besetzt. Bei den 6. AACTA Awards 2016 gewann sie den Preis als beste Nebendarstellerin für ihre Darstellung in Simon Stones Die Wildente, einer Verfilmung des gleichnamigen Schauspiels von Henrik Ibsen.
Eine Zeit lang war sie mit dem australischen Schauspieler Richard Roxburgh zusammen, trennte sich aber wieder von ihm. 2002 lernte Otto bei Dreharbeiten den australischen Schauspieler Peter O’Brien kennen, den sie am 1. Januar 2003 heiratete und mit dem sie in Australien lebt. Im April 2005 brachte sie dort eine Tochter zur Welt.

## Filmografie (Auswahl)
- 1986: Emmas Krieg (Emma’s War)
- 1987: Zoomstone (Initiation)
- 1988: A Country Practice (Fernsehserie, 4 Folgen)
- 1989: Der Electrocutor 1 (The 13th Floor)
- 1991: Daydream Believer – Pferde sind die besseren Menschen (The Girl Who Came Late)
- 1992: Heroes II: The Return (Fernsehfilm)
- 1992: Letzte Tage im Chez Nous (The Last Days of Chez Nous)
- 1993: The Nostradamus Kid
- 1995: Sex Is a Four-Letter Word
- 1996: Love Serenade
- 1997: The Well
- 1997: True Love and Chaos
- 1997: Letzter Stop Nashville (Doing Time for Patsy Cline)
- 1998: Dead Letter Office – Adresse unbekannt (Dead Letter Office)
- 1998: In The Winter Dark
- 1998: Der schmale Grat (The Thin Red Line)
- 1999: Reiter auf verbrannter Erde (The Jack Bull, Fernsehfilm)
- 2000: Kin
- 2000: Schatten der Wahrheit (What Lies Beneath)
- 2001: Human Nature – Die Krone der Schöpfung (Human Nature)
- 2001: The Way We Live Now (Miniserie, 4 Folgen)
- 2002: Doctor Sleep
- 2002: Julies Reise (Julie Walking Home)
- 2002: Der Herr der Ringe: Die zwei Türme (The Lord of the Rings: The Two Towers)
- 2003: Danny Deckchair
- 2003: Der Herr der Ringe: Die Rückkehr des Königs (The Lord of the Rings: The Return of the King)
- 2004: Als das Meer verschwand (In My Father’s Den)
- 2004: Through My Eyes (Miniserie, 2 Folgen)
- 2004: Der Flug des Phoenix (Flight of the Phoenix)
- 2005: Krieg der Welten (War of the Worlds)
- 2007: The Starter Wife – Alles auf Anfang (The Starter Wife, Miniserie, 5 Folgen)
- 2008: Cashmere Mafia (Fernsehserie, 7 Folgen)
- 2009: I Am You – Mörderische Sehnsucht (In Her Skin)
- 2012: Miss Fishers mysteriöse Mordfälle (Miss Fisher’s Murder Mysteries, Fernsehserie, Folge 1x01)
- 2013: Die Poetin (Flores Raras)
- 2014: I, Frankenstein
- 2014: Rake (Fernsehserie, 13 Folgen)
- 2014: The Homesman
- 2015: Die Wildente (The Daughter)
- 2015: Homeland (Fernsehserie, 12 Folgen)
- 2017: 24: Legacy (Fernsehserie, 13 Folgen)
- 2017: Annabelle 2 (Annabelle: Creation)
- 2017: Dance Academy – Das Comeback (Dance Academy: The Movie)
- 2018: Zoe
- 2018: The Chaperone
- 2018–2020: Chilling Adventures of Sabrina (Fernsehserie, 35 Folgen)
- 2019: The Silence
- 2020: Downhill
- 2021: The Unusual Suspects (Miniserie, 4 Folgen)
- 2022: Talk to Me
- 2022: At the Gates
- 2022: True Colours (Miniserie, 4 Folgen)
- 2023: The Portable Door
- 2023: Wellmania (Fernsehserie, Folge 1x04)
- 2023: The Clearing (Miniserie, 8 Folgen)
- 2023: Koala Man (Fernsehserie, Folge 1x08)
- 2024: Ladies in Black (Fernsehserie, 6 Episoden)
- 2024: Der Herr der Ringe: Die Schlacht der Rohirrim (The Lord of the Rings: The War of the Rohirrim, Stimme)

## Theater (Auswahl)
- Boy Gets Girl
- A Doll's House, als Nora
- Gigi, als Gigi
- Brilliant Lies, als Susy
- The Girl Who Saw Everything, als Edwina Rouse
- Time And The Room
- Sixteen Words For Water, als Betsy
- Bitter Tears of Petra von Kant

## Auszeichnungen
- 1992: Nominierung vom Australian Film Institute als beste Hauptdarstellerin für Daydream Believer – Pferde sind die besseren Menschen
- 1992: Nominierung vom Australian Film Institute als beste Nebendarstellerin (The Last Days of Chez Nous)
- 1992: Nominierung der Film Critics Circle of Australia als beste Nebendarstellerin (The Last Days of Chez Nous)
- 1997: Nominierung vom Australian Film Institute als beste Hauptdarstellerin (The Well)
- 1997: Nominierung der Film Critics Circle Australia als beste Hauptdarstellerin (Love Serenade)
- 1998: Nominierung vom Australian Film Institute als beste Nebendarstellerin (In the Winter Dark)
- 1999: Nominierung der Film Critics Circle Australia als beste Hauptdarstellerin (Dead Letter Office)
- 2003: MO Award Female Actor in a Play of the Year (A Doll’s House)
- 2003: Nominierung für den Helpmann Award als Beste Hauptdarstellerin (A Doll’s House)
- 2004: Screen Actors Guild Award für Der Herr der Ringe: Die Rückkehr des Königs
- 2016: AACTA Award – Beste Nebendarstellerin für Die Wildente
- 2017: Film Critics Circle of Australia Award – Beste Nebendarstellerin für Die Wildente